# Die Ahnen von Avalon
Die Ahnen von Avalon (2004, im Original Ancestors of Avalon) ist ein Fantasy-Roman von Diana L. Paxson, welche Marion Zimmer Bradleys Avalon-Reihe nach deren Tod in ihrem Namen fortsetzt. Das Buch stellt chronologisch den ersten Teil der Reihe dar, welche mit Bradleys Erfolgsroman Die Nebel von Avalon endet.
Diana Paxson hat mit diesem Roman die durch Bradley angedeuteten Zusammenhänge zwischen Avalon und dem legendären untergegangenen Reich Atlantis hergestellt.

## Handlung
Die gesamte Handlung des Buches bezieht sich auf eine kurze Passage aus den Nebeln von Avalon, in der Igraine sich und Uther Pendragon in einem früheren Leben sieht, wo sie beide Priester eines untergegangenen Reiches waren. 
Eben jenes Priesterpaar, Tiriki und Micail (beide entstammen Bradleys frühem Buch „Das Licht von Atlantis“ (Web of Light/Web of Darkness)), sind in die Ahnen von Avalon die Hauptfiguren, deren Schicksal im Untergang des geweihten Seereichs Atlantis seinen Anfang nimmt. 
In den Wirren eines gigantischen Vulkanausbruches, der den Untergang des Inselreiches einleitet, werden die beiden auf der Flucht getrennt und gelangen auf unterschiedlichen Schiffen an verschiedenen Stellen an die Küste von Großbritannien und erfahren lange Jahre lang nichts vom Schicksal des jeweils anderen. 
Tiriki, eine Priesterin des Lichts – und eher nebenbei auch Priesterin der Großen Muttergöttin Ni-Terat – kommt mit dem Kult der Muttergöttin der Einheimischen in Berührung, welcher hier wesentlich bedeutender ist als auf Atlantis. Sie und die übrigen verbliebenen Priester arbeiten nun eng mit der einheimischen Hohepriesterin zusammen und lassen sich auf dem Heiligen Berg in den Sümpfen des Sommerlandes nieder. 
In der Zwischenzeit unterstützt Micail – ohne selbst die Gefahr zu ahnen – einen einflussreichen atlantischen Prinzen beim Bau eines gigantischen Steinkreises (Stonehenge), mit welchem die Atlanter die britischen Stämme auf magische Weise unterwerfen wollen, um den verlorenen Glanz von Atlantis hier wieder aufzubauen. 
Das Zusammentreffen der beiden unterschiedlichen Siedlungen der Atlanter bringt natürlich Konflikte mit sich, da die einen mit den Einheimischen zusammenleben und die anderen ebendiese versklaven wollen. Als die machtgierigen Atlanter schließlich den Steinkreis gegen ihre friedliebenden Nachbarn anwenden, kommt es zu einem magischen Kampf, dessen Ausgang die Grundlage des atlantischen Heiligtums auf der Insel Avalon begründet.